# Manuel Laguillo Menéndez
Manuel Laguillo Menéndez, conegut com a Manolo Laguillo, (Madrid, 1953) és un fotògraf espanyol. Establert a Barcelona, ha dut a terme diversos treballs fotogràfics sobre aquesta ciutat. A cavall entre documentalisme i la subjectivitat poètica, ha documentat els processos de transformació urbana i arquitectònica de Barcelona des del 1978 fins a l'actualitat. Durant més de tres dècades ha atorgat protagonisme als paisatges urbans habitualment absents de la representació: les zones perifèriques, les àrees industrials, els polígons, etc. Les seves publicacions, als anys vuitanta, van ser pioneres a l'Estat espanyol pel que fa a la tècnica fotogràfica de mesurament de la llum a través del sistema de zones.
Ha publicat assajos de fotografia tant des d'un punt de vista tècnic com conceptual. Destaca el llibre ¿Por qué fotografiar? Escritos de circunstancias 1982-1994 (1995). Té obra al MNAC, al Museu Reina Sofia de Madrid, al MACBA, a la Biblioteca Nacional de França, al Consejo Mexicano de Fotografía de Mèxic i en nombroses col·leccions privades d'Europa i dels Estats Units d'Amèrica. També ha comissariat diverses exposicions de fotografia.

## Biografia
És catedràtic de fotografia a la Facultat de Belles Arts de la Universitat de Barcelona. Va treballar durant diversos anys com a professor convidat de fotografia a una escola a Alemanya. És un teòric de la fotografia i n'ha publicat diversos llibres didàcticts de tècnica i teoria fotogràfica.
Ha realitzat moltes exposicions individuals i la seva obra es troba a diverses col·leccions privades i públiques d'Europa. Es pot veure una foto seva sobre Barcelona a la col·lecció permanent de fotografia del Museu Nacional d'Art de Catalunya.

## Barcelona, 1978 – 1997
El 2007 va tenir lloc al MACBA l'exposició Barcelona, 1978 – 1997, de Manolo Laguillo. Aquesta exposició, comissariada per Jorge Ribalta presentava una il·lustrativa tria de les fotografies que Manolo Laguillo va fer de la ciutat de Barcelona i rodalia en el període comprès entre el 1978, any en què es van restituir les administracions democràtiques locals després de la caiguda de la dictadura, i el 1997, fi d'una dècada que culmina amb el desbordament metropolità postolímpic.
Les imatges, d'estil concís i directe, documenten la profunda transformació urbanística que va experimentar la ciutat en aquesta etapa i contribueixen a la creació d'un nou model de representació, crític i complex, de la capital catalana que s'allunya de la tradicional imatge publicitària. Laguillo fotografia edificis en construcció, zones perifèriques, ruïnes, espais difusos, buits i improductius, amb una càmera de gran format que li ofereix una àmplia gamma de registres tonals, gran precisió de detalls i la possibilitat de controlar la geometria de la imatge. En paraules del mateix Laguillo: 
| «                 | Després de gairebé trenta anys d'haver començat aquest treball, m'adono, una vegada més, que el tema no és l'espai. Contradient les meves pròpies afirmacions i anant més enllà del que podria semblar en virtut del que hi figura d'una manera prominent, aquestes fotografies tracten del canvi i la mudança; tracten, en definitiva, del temps. | » |
| — Manolo Laguillo | |   |

## Anàlisi
La importància de Manolo Laguillo als anys vuitanta va ser justament la de configurar una obra de referència que s'apartava de la imatge publicitària de Barcelona del nou urbanisme, que va comportar la gran transformació que va culminar en els Jocs Olímpics del 1992. Llavors, quan l'aparell mediàtic del poder local encara no tenia la centralitat que tindria a partir dels noranta, van sortir treballs fotogràfics que centraven l'atenció en aquesta transformació, en general des d'una perspectiva «celebratòria», alineant-se amb el discurs dominant en la ciutat, entesa com un nou emblema del nou urbanisme socialdemòcrata, de l'exitós «model Barcelona». I en aquest context, el treball de Laguillo, per la seva atenció cap a les perifèries i les històries oblidades en la imatge oficial, pot ser vist com a precursor de treballs que, sobretot als anys noranta, han intentat construir una imatge més crítica i complexa de la ciutat, intentant donar forma a altres realitats que quedaven fora de la bombolla del discurs «elogiós».
Si bé cal llegir les seves obres en clau de fotografia documental, la seva subjectivitat poètica les fa singulars. Són espais sense gent (habitualment són fotografies de diumenge al matí), en blanc i negre, amb una gran amplitud en l'angle de presa i que es focalitzen en zones poc representades.
Les imatges de Laguillo posen l'accent en les noves perifèries metropolitanes, entre els quals hi ha els polígons del Besòs, les àrees industrials del Poblenou o la intersecció entre l'àmbit rural i urbà al delta del Llobregat. Com les ha qualificades l'arquitecte i teòric Ignasi de Solà-Morales, responen bé a la noció de terrain vague: són indicis territorials de l'estranyesa derivada de la vida social contemporània. D'altra banda, si bé la fotografia d'arquitectura sol ocupar-se dels edificis i desatén el conjunt, les imatges de Laguillo mostren el teixit de la ciutat (allò que depèn de la col·lectivitat) i reflecteixen la idea d'ésser viu.
Se'l considera també una figura essencial a l'Estat espanyol de l'anomenada «nova topografia», un moviment de renovació de la fotografia documental que actualitza la tradició topogràfica dels segles xix i xx i cultiva un gènere de paisatge urbà que es val del gran format per representar (i denunciar) les transformacions de les noves metròpolis.
El 2015 es va incorporar obra seva a l'exposició temporal Del segon origen. Arts a Catalunya 1950-1977 que va tenir lloc al Museu Nacional d'Art de Catalunya, comissariada per Valentín Roma i Juan José Lahuerta.

## Obres destacades
- La ciudad como organismo (Poble sec, casas de pueblo en 1er término.). Fotografia, 1991-1992[8]
- Depósito de la RENFE junto a la Meridiana (sombras en abanico). Fotografia, 1981[9]
- La ciudad como organismo. Fotografia, 1991-1992[10]
- Diagonal. Fotografia, 1988-1989[11]
- Diagonal. Fotografia, 1988-1989[12]
- Diagonal. Fotografia, 1988-1989[13]
- Diagonal/Villarroel, Barcelona. Fotografia, 1982[6]
- Eixample. Fotografia, 1991[14]
- Eixample. Fotografia, 1991[15]
- La ciudad como organismo. Fotografia, 1991-1992[16]
- Eixample. Fotografia, 1991[17]
- Eixample. Fotografia, 1991[18]
- Eixample. Fotografia, 1991-1992[19]
- Vall d'Hebron. Fotografia, 1992[20]
- MACBA, 12/IX - 3/X. Fotografia, 2007[21]
- De Plaça Espanya a Plaça Europa. Mèdia, 2007[22]
- Viviendas junto al puerto. Fotografia, 1980[23]
- Vall d'Hebron. Fotografia, 1992[24]
- Vall d'Hebron. Fotografia, 1992[25]
- Vall d'Hebron. Fotografia, 1992[26]
- Travessera de Gràcia / Gran de Gràcia. Fotografia, 1979[27]
- Nacimiento de la Diagonal. Fotografia, 1979[28]
- La trasera de la plaza de Francesc Macià. Fotografia, 1980[29]
- La ciudad como organismo. Fotografia, 1991-1992[30]
- La ciudad como organismo. Fotografia, 1991-1992[31]
- La ciudad como organismo. Fotografia, 1991-1992[32]
- La ciudad como organismo. Fotografia, 1992[33]
- La ciudad como organismo. Fotografia, 1991[34]
- La ciudad como organismo. Fotografia, 1991-1992[35]
- La ciudad como organismo. Fotografia, 1991-1992[36]
- La ciudad como organismo. Fotografia, 1992[37]
- La ciudad como organismo. Fotografia, 1992[38]
- Eixample. Fotografia, 1991-1992[39]
- La ciudad como organismo. Fotografia, 1991-1992[40]
- La ciudad como organismo. Fotografia, 1991-1992[41]
- La ciudad como organismo. Fotografia, 1991-1992[42]
- La ciudad como organismo. Fotografia, 1991-1992[43]
- La ciudad como organismo. Fotografia, 1991-1992[44]
- La ciudad como organismo. Fotografia, 1992[45]
- La ciudad como organismo. Fotografia, 1991-1992[46]
- La ciudad como organismo. Fotografia, 1991-1992[47]
- La ciudad como organismo. Fotografia, 1991-1992[48]
- La ciudad como organismo. Fotografia, 1991-1992[49]
- La ciudad como organismo. Fotografia, 1991-1992[50]
- Junto a las Rondas. Fotografia, 1978[51]
- Junto a la Gran Vía. Fotografia, 1994[52]
- Junto a Bellvitge. Fotografia, 1997[53]
- Hueco de escalera. Fotografia, 1979[54]
- Frente a la Sagrada Familia. Fotografia, 1981[55]
- Fábrica abandonada en Les Corts. Fotografia, 1980. Tiratge 2007[56]